# Henryk FitzRoy
Henryk FitzRoy (ur. 15 czerwca 1519 w Blackmore, zm. 23 lipca 1536 w St. James’s Palace) – angielski arystokrata, książę Richmond i Somerset od 1525 r. 

## Życiorys

### Pochodzenie
Matka Henryka, Elizabeth Blount, była dwórką królowej Anglii Katarzyny Aragońskiej, pierwszej żony Henryka VIII, od około 1510 r.. Nawiązała romans z królem najprawdopodobniej przed 1518 r.. Elizabeth 15 czerwca 1519 r. urodziła syna, który został oficjalnie uznany przez Henryka VIII ku rozgoryczeniu królowej, która przez 10 lat małżeństwa urodziła tylko jedno dziecko, które przeżyło dzieciństwo, Marię. Henryk wychowywał się z dala od matki, a nadzór nad jego edukacją sprawował kardynał Wolsey, który był jego ojcem chrzestnym. Otrzymał nazwisko nadawane angielskim nieślubnym synom królewskim: Fitzroy.
Elizabeth Blount wydano za mąż 3 miesiące po narodzinach Henryka lub najpóźniej w czerwcu 1522 za Gilberta Tailboysa.  Małżonkowie osiedlili się w hrabstwie Lincolnshire i mieli troje dzieci.

### Nadanie tytułów książęcych
16 czerwca 1525 r. otrzymał tytuły hrabiego Nottingham i księcia Richmond i Somerset oraz został przewodniczącym Rady Północy. Henryk wychowywał się w iście książęcych warunkach, otoczony szczególną opieką króla. Królowa była zaniepokojona wywyższeniem królewskiego bękarta, ponieważ obawiała się o przyszłość swojej córki. Protestowała przeciwko zaszczytom nadanym Henrykowi, jednak bezskutecznie.
28 sierpnia 1525 r. Henryk przejął rezydencję w Yorkshire; jego świta była znacznie większa niż jego przyrodniej siostry, która wyjechała do zachodniej części Anglii.
Na dworze królewskim pojawiły się spekulacje, że za tymi wydarzeniami idzie chęć mianowania Henryka następcą tronu z uwagi na brak męskich potomków w małżeństwie Henryka VIII i Katarzyny Aragońskiej. 

### Ślub
W 1528 r. podczas Wielkiej królewskiej sprawy doradcy króla wysunęli projekt małżeństwa Henryka z jego przyrodnią siostrą Marią, celem uniknięcia sporów o następstwo tronu. Ślub dwójki dzieci Henryka VIII miał powstrzymać jego chęci do anulowania małżeństwa z Katarzyną Aragońską. Pomysł ten popierał papież, który był skłonny udzielić dyspensy na ten ślub pod warunkiem pozostania Henryka VIII w związku z pierwszą żoną.  W 1533 r. król ogłosił unieważnienie swojego małżeństwa z Katarzyną i poślubił Annę Boleyn.
26 listopada 1533 r. Henryk Fitzroy poślubił Mary Howard, córkę Thomasa Howarda, 3. księcia Norfolk i Elizabeth Stafford, wnuczkę Edwarda Stafforda, straconego za zdradę w 1521 r. Inicjatorką tego małżeństwa była królowa Anna Boleyn, siostrzenica księcia Norfolk. Ślub Mary Howard z królewskim bękartem miał być dowodem wdzięczności wobec wuja za okazywane jej wsparcie. Dodatkowo Anna namówiła króla, aby zrezygnował z żądania wysokiego posagu. Małżeństwo najprawdopodobniej nie zostało skonsumowane z powodu złego stanu zdrowia księcia. 

### Śmierć
23 lipca 1536 17-letni książę zmarł na zapalenie płuc lub gruźlicę. W źródłach nie odnotowano żadnej reakcji Marii z powodu śmierci przyrodniego brata, choć ambasador cesarza Karola V stwierdził, iż "z punktu widzenia interesów królewny nieźle się stało". 
Norfolk rozkazał zanurzyć ciało księcia w ołowiu i przewieźć je krytym wozem w nieznane nam miejsce, ale jego słudzy włożyli ciało na wóz z sianem. Ozdobny grób Henryka znajduje się w kościele Św Michała Archanioła w Framlingham, w Suffolk.
Niewiele ponad rok po śmierć Henryka, trzecia żona króla, Jane Seymour, powiła długo oczekiwanego następcę, który po śmierci ojca w 1547 r. wstąpi na tron jako Edward VI.